# Die Humpty-Dumpty-Maschine der totalen Zukunft
Die Humpty-Dumpty-Maschine der totalen Zukunft (La machine Humpty-Dumpty du futur total) est une sculpture en bronze créée en 2010 par Jonathan Meese, et installée à l'Alte Nationalgalerie de Berlin, pendant la période 2011-2015.

## Création
Le concept initial était « animal avec femme nue » ; l'animal est devenu une machine et l'humain a disparu. L'œuvre d'art a d'abord été créée sous la forme d'une esquisse géométrique à partir de laquelle un petit modèle a été développé. L'étape suivante a été un grand modèle en polystyrène, qui a ensuite été « travaillé d'airain ». La sculpture a été coulée dans la fonderie d'art Hermann Noack. Dans cette étape les employés de la fonderie de bronze ont garanti une structure de base stable sur laquelle les détails pourraient être construits. Le traitement final des surfaces, y compris les traitements mécaniques et chimiques, a également été effectué par les spécialistes de Noack.
Selon l'artiste, les origines de son œuvre d'art étaient le Nautilus, Emma la locomotive à vapeur, Lok 1414, Chitty-Chitty-Bang-Bang, les véhicules des films de Mad Max, le char de Ben Hur, le traîneau de la Reine des neiges, le véhicule du marchand de sable et la machine à remonter le temps. Meese caractérise son objet en bronze comme étant tourné vers l'avenir : « Le bébé vaisseau spatial vole uniquement vers l'avant, sans rétroviseur, sans batayole et sans nostalgie, super, super, super »

## Réception

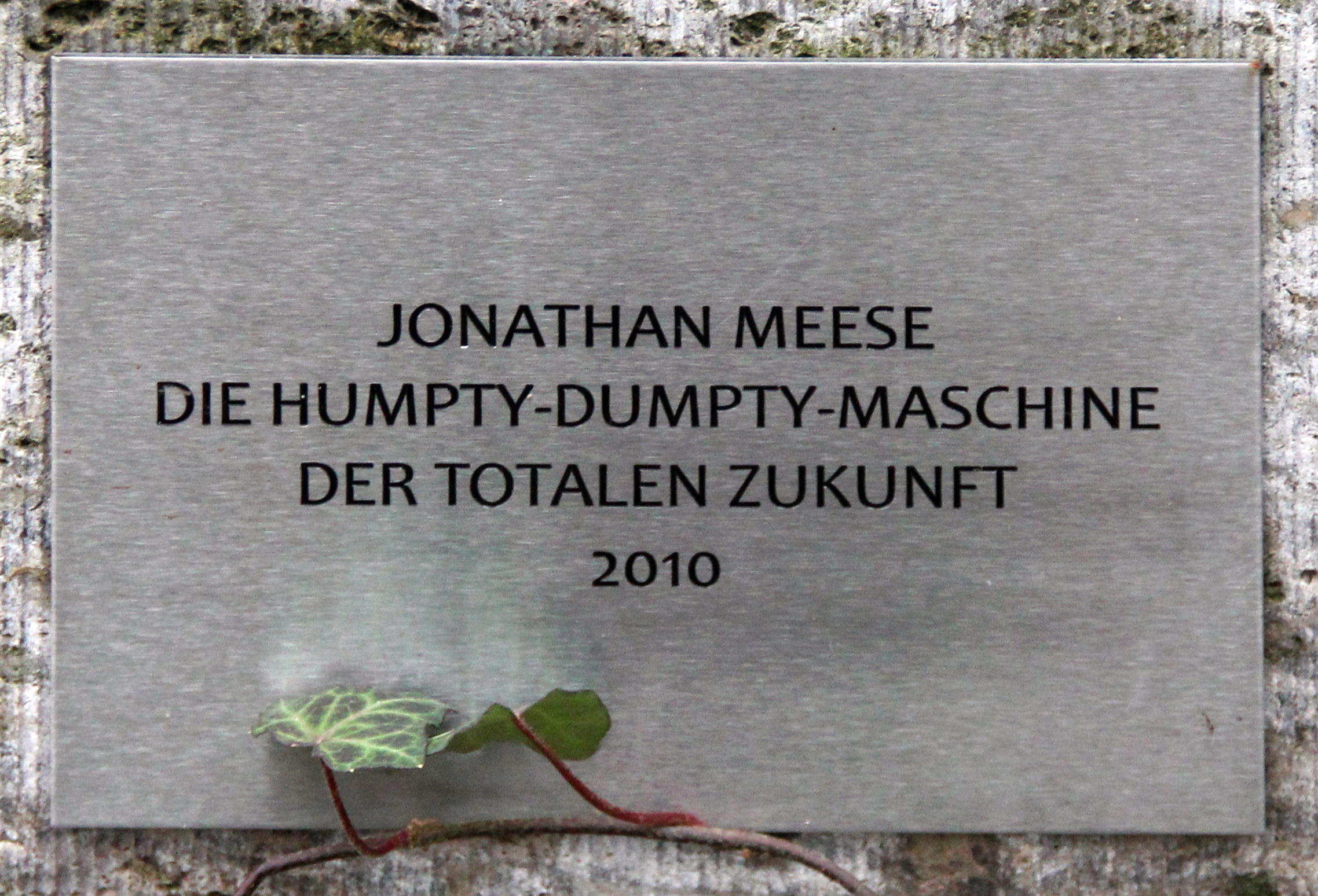
Plaque pour la sculpture, 2013

Philipp Haverkampf, propriétaire d'une galerie d'art, a déclaré que l'œuvre est un mélange fou de machine à voyager dans le temps, de vaisseau spatial et de traîneau du marchand de sable. Quand on la regarde, on peut voir des détails bizarres comme des formes géométriques, la croix de fer et une bouteille de bière.
Selon Der Tagesspiegel, le terme « Humpty Dumpty » dans le titre fait référence à l'œuf qui parle dans le livre pour enfants de Lewis Carroll De l'autre côté du miroir. Dans la cour des Colonnades, devant l'Alte Nationalgalerie, la machine volante hétéroclite faite de pièces trouvées dans les marchés aux puces semble être un corps étranger entre les statues bien proportionnées des écoles de sculpture classique.
La sculpture de Meese fait partie du canon éducatif de 100 œuvres dans les catégories film/vidéo, musique, littérature, architecture et art que l'équipe éditoriale de Die Zeit a compilées à partir des lettres des lecteurs à l'automne 2018.